# Athénée royal d'Arlon
 (août 2021).
Si vous disposez d'ouvrages ou d'articles de référence ou si vous connaissez des sites web de qualité traitant du thème abordé ici, merci de compléter l'article en donnant les références utiles à sa vérifiabilité et en les liant à la section « Notes et références ».
Pour les articles homonymes, voir ARA.
L’Athénée royal d'Arlon (abrévié ARA) est un établissement scolaire de la Communauté française de Belgique situé à Arlon, dans la province de Luxembourg. 
Il dispense principalement l’enseignement secondaire, uniquement dans l'orientation d'enseignement général. Il compte également une école maternelle et primaire ainsi qu'un internat mixte rattachés aux bâtiments principaux.

## Histoire
L'Athénée royal d'Arlon est l'un des dix plus anciens athénées royaux de Belgique. 
Il trouve ses origines en 1833 lorsqu'un groupe de citoyens arlonnais adressent au gouverneur de la province de Luxembourg, Jean-Baptiste Thorn, une pétition en vue d’obtenir la création d’une école secondaire dans l’ancien couvent des Capucins. Ce fut chose faite en 1837 lorsque la ville d’Arlon crée une « école moyenne » dans le bâtiment de l’ancien hôpital au lieu-dit « Le Bock », au pied de la montée Royale menant à Saint-Donat. En 1838. l’école est rebaptisée « Collège communal » et un internant y est créé en 1841.
Le 26 septembre 1842, un arrêté royal octroie le titre d'athénée royal au collège, qui est alors subsidié par l'état belge. Louis-Joseph Vaudremer, devient le premier Préfet des études de l’école. Le bâtiment est alors agrandi avec de nouveaux locaux qui sont l’aile la plus ancienne de l’hôtel de ville actuel.
L'école moyenne, qui était mixte, commence à être transformée en un Lycée royal pour jeunes filles en 1948. Ce lycée sera fusionné avec l'Athénée en 1981 sous la seule dénomination d'Athénée royal d'Arlon puis déménagera vers la rue de Sesselich en 1987. Le dernier changement en date se passe en 1996 lorsque l'établissement annexera l'École d'Application.

## Anciens élèves

### Association des anciens élèves
Depuis le milieu des années 1920, l'ASBL œuvre pour établir et resserrer les liens entre les anciens élèves, professeurs, et toute personne qui manifeste soutien ou sympathie aux établissements de l’Athénée Royal et du Lycée Royal d’Arlon. Les 4A ont créé des prix spéciaux portant le nom du donateur et destinés à récompenser annuellement les meilleurs élèves. Ces prix sont décernés lors de la séance académique de fin d’année scolaire.

### Anciens élèves notoires
- Godefroid Kurth